# Elaemima viridis
Elaemima viridis är en fjärilsart som beskrevs av François Louis Nompar de Caumont de Laporte 1972. Elaemima viridis ingår i släktet Elaemima och familjen nattflyn. Inga underarter finns listade i Catalogue of Life.